# Stazione di Albino-Desenzano
La stazione di Albino-Desenzano fu una stazione ferroviaria della linea della Valle Seriana, a servizio dei centri abitati di Albino e di Desenzano al Serio e attiva fra il 1884 e il 1967. Dal 2009, parte del suo piazzale binari è utilizzato dal capolinea della tranvia Bergamo-Albino, realizzata sul sedime della soppressa ferrovia.

## Storia
La stazione fu aperta al servizio pubblico il 21 aprile 1884 assieme al tronco della nuova ferrovia proveniente da Bergamo. Funse da capolinea fino al 23 agosto dello stesso anno, quando fu attivato il tratto diretto a Vertova. In seguito, la linea ferroviaria proseguì verso Ponte Nossa, il 23 marzo 1885, per giungere fino a Ponte Selva, il 6 luglio 1885. Il 12 marzo 1911 fu aperto il tronco che collegò Ponte Nossa a Clusone che sostituì Ponte Selva come nuovo capolinea.
Il servizio viaggiatori e merci presso l'impianto terminò il 31 agosto 1967, con la chiusura della linea ferroviaria.
Dal 2009, con l'apertura della tranvia Bergamo-Albino che reimpiega il sedime della ferrovia della Val Seriana, parte del piazzale binari è utilizzato dalla stazione tranviaria di Albino, capolinea della nuova linea.

## Strutture e impianti
Inizialmente il fabbricato viaggiatori, a pianta rettangolare, si elevava su due livelli. Attorno al 1925, l'edificio fu innalzato di un piano adibito ad abitazione del geometra Moretto.
Il piazzale in origine era composto solo da tre binari: uno di corsa e due di raddoppio. Attorno al 1925 fu aggiunto un quarto binario per sopperire alle esigenze dei vicini stabilimenti che erano raccordati allo scalo merci: l'Italcementi, la Lombarda, la Honneger e la Bergamasca.
Lo scalo merci era dotato di un magazzino merci: in origine era una struttura in legno poi sostituita da una muratura a causa di un incendio doloso.
Per la sua posizione centrale rispetto alla linea, la stazione era dotata di una torre dell'acqua per consentire il rifornimento delle locomotive a vapore.

## Movimento
La stazione era servita dai treni accelerati e omnibus della relazione Bergamo-Ponte Selva fino al 1911, quando furono sostituiti dalla relazione Bergamo-Clusone.